# Polygala timoutoides
Polygala timoutoides är en jungfrulinsväxtart som beskrevs av Chod.. Polygala timoutoides ingår i släktet jungfrulinssläktet, och familjen jungfrulinsväxter. Utöver nominatformen finns också underarten P. t. maguirei.